# 弗里茨·瓦尔特奖
弗里茨·瓦尔特奖（德語：Fritz-Walter-Medaille）是德国足球协会自2005年起为表彰年度最佳新秀而设立的奖项，并且分为金、银和铜奖。籍此奖励当年度在19岁、18岁和17岁这三个年龄组别中表现优异的年轻球员。该奖项以2002年逝世的前德国足球名宿、德国国家足球队名誉队长弗里茨·瓦尔特命名。前德国足协主席格哈德·迈尔-福费尔德曾在2005年的首届颁奖典礼中表示，弗里茨·瓦尔特自率队夺得1954年世界杯冠军以来，一直是体育方面及人格方面的楷模。
弗里茨·瓦尔特奖的每一个奖项都由评审团商议评出，评审团由德国足协董事会、足协青年委员会和足协教练委员会组成。按照不同的档次，金奖、银奖和铜奖获得者的所在俱乐部分别可以获得2万欧元、1.5万欧元和1万欧元的奖励。

## 获奖者名单

### 2005年
首届弗里茨·瓦尔特大奖的颁奖仪式是在2005年10月12日，德国队于汉堡的AOL竞技场对阵中国的国际比赛前举行。
|      |                            |                                   |                                  |                                      |
|      | U19组                      | U18组                             | U17组                            | 女子组                               |
| 金奖 | 弗洛里安·穆勒 （柏林联盟） | 马克-安德烈·克鲁斯卡 （多特蒙德） | 谢尔盖·叶夫柳斯金 （沃尔夫斯堡） | 安雅·米塔格 （波茨坦涡轮）           |
| 银奖 | （沙尔克04）               | 索伦·哈尔法 （汉诺威96）          | 丹尼尔·哈尔法 （凯泽斯劳滕）     | 帕特里西娅·哈内贝克 （杜伊斯堡2001） |
| 铜奖 | （门兴格拉德巴赫）         | （柏林赫塔）                      | 塞巴斯蒂安·泰拉拉 （多特蒙德）   | 塞莉亚·萨西奇 （巴德诺伊埃纳尔07）   |

### 2006年
第二届弗里茨·瓦尔特大奖的颁奖仪式是在2006年8月16日，德国队于盖尔森基兴的维尔廷斯球场对阵瑞典的国际比赛前举行。
|      |                                    |                                  |                    |                                      |
|      | U19组                              | U18组                            | U17组              | 女子组                               |
| 金奖 | （柏林赫塔）                       | 谢尔盖·叶夫柳斯金 （沃尔夫斯堡） | （慕尼黑1860）     | 安娜·布列舍 （耶拿大学FF）           |
| 银奖 | 罗伯特·弗雷瑟斯 （门兴格拉德巴赫） | 亚历山大·埃伯莱恩 （慕尼黑1860） | （门兴格拉德巴赫） | 娜丁内·凯斯勒 （萨尔布吕肯）         |
| 铜奖 | 丹尼尔·阿德隆 （菲尔特）           | 何塞-阿列克斯·伊肯 （斯图加特）  | （慕尼黑1860）     | 斯蒂法妮·德拉夫斯 （新勃兰登堡女足） |

### 2007年
第三届弗里茨·瓦尔特大奖的颁奖仪式是在2007年9月12日，德国队于科隆的莱茵能源球场对阵罗马尼亚的国际比赛前举行。
|      |                            |                             |                            |                                |
|      | U19组                      | U18组                       | U17组                      | 女子组                         |
| 金奖 | （沙尔克04）               | （门兴格拉德巴赫）          | 帕特里克·冯克 （斯图加特） | 芭贝特·彼得 （波茨坦涡轮）     |
| 银奖 | 曼努埃尔·康拉德 （弗赖堡） | 马克西姆·舒波-莫廷 （汉堡） | 康斯坦丁·劳施 （汉诺威96） | 卡塔琳娜·鲍纳赫 （拜仁慕尼黑） |
| 铜奖 | （汉堡）                   | 斯特凡·賴納茨 （勒沃库森）  | 尼尔斯·泰谢拉 （勒沃库森） | 比安卡·施密特 （波茨坦涡轮）   |

### 2008年
第四届弗里茨·瓦尔特大奖的颁奖仪式是在2008年8月20日，德国队于纽伦堡的易贷体育场对阵比利时的国际比赛前举行。
|      |                                  |                                 |                              |                                |
|      | U19组                            | U18组                           | U17组                        | 女子组                         |
| 金奖 | 丹尼斯·迪克邁爾 （云达不来梅）   | （拜仁慕尼黑）                  | 曼努埃尔·古尔德 （霍芬海姆） | 雅娜·布尔迈斯特 （耶拿大学FF） |
| 银奖 | 弗洛里安·容维尔特 （慕尼黑1860） | 塞巴斯蒂安·鲁迪 （斯图加特）    | 列纳尔特·哈特曼 （柏林赫塔） | 金·库里希 （辛德尔芬根）       |
| 铜奖 | 馬塞爾·里塞 （勒沃库森）         | 理查德·苏库塔-帕苏 （勒沃库森） | 舍尔文·法尔蒂 （柏林赫塔）   | 瓦莱里娅·克莱纳 （弗赖堡）     |

### 2009年
第五届弗里茨·瓦尔特大奖的颁奖仪式是在2009年9月9日，德国队于汉诺威的AWD竞技场对阵阿塞拜疆的国际比赛前举行。
|      |                            |                                  |                          |                                    |
|      | U19组                      | U18组                            | U17组                    | 女子组                             |
| 金奖 | （沙尔克04）               | 马尔科·特拉齐诺 （霍芬海姆）     | （多特蒙德）             | 玛丽娜·黑格林 （杜伊斯堡鲁梅恩）   |
| 银奖 | 康斯坦丁·劳施 （沙尔克04） | 索伦·贝特拉姆 （汉堡）           | 莱因霍尔德·雅博 （科隆） | 亚历珊德拉·波普 （杜伊斯堡鲁梅恩） |
| 铜奖 | （美因茨05）               | 菲利克斯·克罗斯 （汉莎罗斯托克） | （门兴格拉德巴赫）       | 珍妮弗·毛罗然 （法兰克福）         |

### 2010年
第六届弗里茨·瓦尔特大奖的颁奖仪式是在2010年9月7日，德国队于科隆的萊茵能源球場对阵阿塞拜疆的国际比赛前举行。
|      |                              |                                |                            |                                        |
|      | U19组                        | U18组                          | U17组                      | 女子组                                 |
| 金奖 | 佩尼尔·姆拉帕 （慕尼黑1860） | （多特蒙德）                   | 蒂莫·霍恩 （科隆）         | 斯文娅·胡特 （法兰克福）               |
| 银奖 | 斯特凡·贝尔 （美因茨05）     | 莱因霍尔德·雅博 （科隆）       | 安德烈·霍夫曼 （杜伊斯堡） | 拉莫娜·佩特泽贝格 （巴德诺伊埃纳尔07） |
| 铜奖 | 舍尔文·法尔蒂 （柏林赫塔）   | 马蒂亚斯·齐默曼 （凯泽斯劳滕） | 克里亚·普什 （勒沃库森）   | 姬拉·马利诺夫斯基 （埃森SGS）          |

### 2011年
第七届弗里茨·瓦尔特大奖的颁奖仪式是在2011年8月10日，德国队于斯图加特的梅赛德斯-奔驰竞技场对阵巴西的国际比赛前举行。
|      |                                |                          |                                      |                                  |
|      | U19组                          | U18组                    | U17组                                | 女子组                           |
| 金奖 | （门兴格拉德巴赫）             | （沙尔克04）             | （拜仁慕尼黑）                       | 约翰娜·埃尔西格 （勒沃库森）     |
| 银奖 | 马蒂亚斯·齐默曼 （凯泽斯劳滕） | 索尼·基特尔 （法兰克福） | 罗宾·雅尔钦 （斯图加特）             | 路易莎·文辛格 （杜伊斯堡鲁梅恩） |
| 铜奖 | 凯文·福兰德 （慕尼黑1860）     | 马库斯·门德勒 （纽伦堡） | 奥迪西亚斯·弗拉乔迪莫斯 （斯图加特） | 梅拉妮·洛伊波尔茨 （弗赖堡）     |

### 2012年
第八届弗里茨·瓦尔特大奖的颁奖仪式是在2012年9月7日，德国队于汉诺威的AWD竞技场对阵法罗群岛的国际比赛前举行。
|      |                                |                              |                          |                                |
|      | U19组                          | U18组                        | U17组                    | 女子组                         |
| 金奖 | 安东尼奥·吕迪格 （斯图加特）   | 马蒂亚斯·金特尔 （弗赖堡）   | 莱昂·戈雷茨卡 （波鸿）   | 莱娜·洛岑 （拜仁慕尼黑）       |
| 银奖 | 安德烈·霍夫曼 （杜伊斯堡）     | 托馬斯·普萊德爾 (慕尼黑1860) | 马克斯·迈尔 （沙尔克04） | 丽娜·马古尔 （居特斯洛尔2009） |
| 铜奖 | 帕特里克·拉科夫斯基 （纽伦堡） | 多米尼克·科尔 （勒沃库森）   | 帕斯卡·伊特尔 （纽伦堡） | 萨拉·戴布里茨 （弗赖堡）       |

### 2013年
第八届弗里茨·瓦尔特大奖的颁奖仪式是在2013年8月14日，德国于凯泽斯劳滕的弗里茨·瓦尔特体育场对阵巴拉圭的国际比赛前举行。
|      |                            |                            |                              |                              |
|      | U19组                      | U18组                      | U17组                        | 女子组                       |
| 金奖 | 马蒂亚斯·金特尔 （弗赖堡） | （卡尔斯鲁厄）             | 蒂莫·维尔纳 （斯图加特）     | 梅拉妮·洛伊波尔茨 （弗赖堡） |
| 银奖 | 雅尼克·格尔哈特 （科隆）   | 约书亚·基米希 （斯图加特） | （沃尔夫斯堡）               | 萨拉·戴布里茨 （弗赖堡）     |
| 铜奖 | 多米尼克·科尔 （勒沃库森） | 安东尼·希勒 （柏林赫塔）   | 多尼斯·阿夫迪加 （沙尔克04） | 弗兰奇斯卡·雅泽 （坦豪森）   |

### 2014年
第九届弗里茨·瓦尔特大奖的颁奖仪式是在2014年9月7日于埃森举行。
|      |                 |                 |                 |               |
|      | U19组           | U18组           | U17组           | 女子组        |
| 金奖 | 尼克拉斯·施塔克 | 尤利安·布蘭特   | 本尼迪克·金贝尔 | 萨拉·戴布里茨 |
| 银奖 |                 | 萊溫·厄茲圖納勒 | 达米尔·贝克蒂奇 | 宝琳·布雷默   |
| 铜奖 | 約書亞·基米希   | 约纳斯·弗伦巴赫 | 蒂莫·柯尼希曼   | 雅思敏·塞罕   |

### 2015年
第十届弗里茨·瓦尔特大奖的颁奖仪式是在2015年9月4日于法兰克福举行，并剔除了U18年龄段的奖项。
|      |                   |                 |             |  |
|      | U19组             | U17组           | 女子组      |  |
| 金奖 |                   |                 | 宝琳·布雷默 |  |
| 银奖 | 蒂莫·维尔纳       | 尼可拉斯·多尔希 | 妮娜·埃格茨 |  |
| 铜奖 | 卢卡斯·克洛斯特曼 | 康斯坦丁·弗罗曼 | 劳拉·弗赖冈 |  |

### 2016年
第十一届弗里茨·瓦尔特奖的颁奖仪式是在2016年8月31日于门兴格拉德巴赫举行。
|      |       |              |               |  |
|      | U19组 | U17组        | 女子组        |  |
| 金奖 |       | 詹-卢卡·伊特 | 尼娜·埃厄格茨 |  |
| 银奖 |       |              | 安娜·格哈特   |  |
| 铜奖 |       | 阿尔内·迈尔  | 坦娅·帕沃雷克 |  |

### 2017年
第十一届弗里茨·瓦尔特奖的颁奖仪式是在2017年9月4日于斯图加特——作为德国对阵挪威的世界杯预选赛的一部分举行。
|      |               |                 |                   |  |
|      | U19组         | U17组           | 女子组            |  |
| 金奖 |               | 菲特·           | 雅娜·费尔德坎普   |  |
| 银奖 | 艾门·巴尔科克 | 曼努埃尔·穆博姆 | 雅尼娜·明格       |  |
| 铜奖 | 格克汉·居尔   |                 | 索菲娅·克莱因赫内 |  |

### 2018年
第十二届弗里茨·瓦尔特奖的颁奖仪式是在2018年9月9日于辛斯海姆——作为德国对阵智利的友谊赛的一部分举行。
|      |                   |                      |                    |  |
|      | U19组             | U17组                | 女子组             |  |
| 金奖 | 凯·哈弗茨         | 诺亚·卡特巴赫        | 坦娅·帕沃雷克      |  |
| 银奖 | 阿尔内·迈尔       | 奥利弗·巴蒂斯塔-迈尔 | 索菲娅·克莱因黑内  |  |
| 铜奖 | 曼努埃尔·温茨海默 | 卢卡·翁贝豪恩        | 莱娜·索菲·奥伯多夫 |  |

### 2019年
第十三届弗里茨·瓦尔特奖的颁奖仪式于2019年9月6日在汉堡——作为德国对阵荷兰的国际比赛的一部分举行。
|      |                  |                 |               |  |
|      | U19组            | U17组           | 女子组        |  |
| 金奖 | 尼古拉斯·屈恩    | 卡里姆·阿德耶米 | 克拉拉·比尔   |  |
| 银奖 | 约沙·法格诺曼    | 约尔丹·迈尔     | 莱娜·奥伯多夫 |  |
| 铜奖 | 扬·奥雷尔·比塞克 | 拉扎尔·萨马季奇 | 吉娅·科利     |  |

### 2020年
2020年的获奖者于2020年8月18日宣布。 
|      |                   |             |               |  |
|      | U19组             | U17组       | 女子组        |  |
| 金奖 | 诺亚·卡特巴赫     |             | 莱娜·奥伯多夫 |  |
| 银奖 | 凯文·埃勒斯       | 托尔本·莱茵 | 吉娅·科利     |  |
| 铜奖 | 弗雷德里克·耶克尔 | 卢卡·内茨   | 卡洛塔·瓦姆泽 |  |

### 2021年与2022年
由于2019冠状病毒病疫情，青年组赛事自2020年11月起停摆，因此2021年没有颁发弗里茨·瓦尔特奖。
作为“平等竞赛改革”（Equal-Play-Reform）的一部分，德国足协决定自2022年起向U19和U17年龄段的男子与女子球员同时颁发弗里茨·瓦尔特奖。 这一原则也适用于2021年奖项，并在2022年的颁奖仪式上一同补发。
|      | 男子U19组     | 男子U17组     | 女子U19组     | 女子U19组       |
| ---- | ------------- | ------------- | ------------- | --------------- |
| 金奖 |               |               | 尤勒·布兰德   | 克拉拉·弗勒利希 |
| 银奖 | 安斯加尔·克瑙夫     | 利努斯·格希特 | 尤利娅·卡森   | 凡妮莎·迪姆     |
| 铜奖 | 诺阿·阿图博卢 | 安东·卡德     | 索菲娅·魏道尔 | 珂拉·齐采       |

|      | 男子U19组     | 男子U17组     | 女子U19组            | 女子U17组     |
| ---- | ------------- | ------------- | -------------------- | ------------- |
| 金奖 |               | 纳尔逊·魏珀   | 莉莎妮·格雷韦        | 耶拉·法伊特   |
| 银奖 |               | 劳林·乌尔里希 | 卡洛塔·瓦姆泽        | 玛拉·阿尔贝   |
| 铜奖 | 罗伯特·瓦格纳 | 塔雷克·布赫曼 | 莎拉·马特纳-特伦布劳 | 玛蒂尔德·扬岑 |

### 2023年
2023年的男性获奖者于2023年8月30日公布，女性获奖者于2023年9月8日公布。
|      | 男子U19组       | 男子U17组       | 女子U19组         | 女子U17组             |
| ---- | --------------- | --------------- | ----------------- | --------------------- |
| 金奖 |                 | 帕里斯·布伦纳   | 弗兰齐斯卡·克特   | 阿拉拉·塞希特勒       |
| 银奖 |                 | 诺阿·达维希     | 凡妮莎·迪姆       | 埃米莉·瓦尔拉本施泰因 |
| 铜奖 | 乌穆特·托胡姆久 | 阿桑·韦德拉奥果 | 迪拉拉·阿奇克戈兹 | 梅莉娜·克吕格         |